# Мосьпанівська сільська рада
Мосьпа́нівська сільська́ ра́да — адміністративно-територіальна одиниця та орган місцевого самоврядування в Чугуївському районі Харківської області. Адміністративний центр — село Мосьпанове.

## Загальні відомості
Мосьпанівська сільська рада утворена в 1921 році.
- Територія ради: 61,706 км²
- Населення ради: 1 050 осіб (станом на 2001 рік)
- Територією ради протікає річка Крайня Балаклійка.

## Населені пункти
Сільській раді підпорядковані населені пункти:
- с. Мосьпанове

## Склад ради
Рада складається з 14 депутатів та голови.
- Голова ради: Шаульський Іван Олександрович
- Секретар ради: Погоріла Ольга Володимирівна

### Керівний склад попередніх скликань
| Прізвище, ім'я, по батькові   | Основні відомості                                                                      | Дата обрання | Дата звільнення |
| ----------------------------- | -------------------------------------------------------------------------------------- | ------------ | --------------- |
| Шаульський Іван Олександрович | Сільський голова, 1960 року народження, освіта вища, член Народно-демократичної партії | 26.03.2006   | 31.10.2010      |
| Шаульський Іван Олександрович | Сільський голова, 1960 року народження, освіта вища, член Партії регіонів              | 31.10.2010   |                 |

Примітка: таблиця складена за даними сайту Верховної Ради України

### Депутати
За результатами місцевих виборів 2010 року депутатами ради стали:

#### За суб'єктами висування
| Суб'єкт висування                                       | Кількість обраних депутатів | %    |
| ------------------------------------------------------- | --------------------------- | ---- |
| Партія регіонів                                         | 8                           | 57,1 |
| Політична партія Всеукраїнське об'єднання «Батьківщина» | 5                           | 35,7 |
| Комуністична партія України                             | 1                           | 7,1  |

#### За округами
| № округу                                                | Прізвище, ім'я, по батькові      | Дата визнання обраним | Освіта             | Партійна приналежність                        | Відомості про обраного депутата                   |
| ------------------------------------------------------- | -------------------------------- | --------------------- | ------------------ | --------------------------------------------- | ------------------------------------------------- |
| Комуністична партія України                             |                                  |                       |                    |                                               |                                                   |
| 5                                                       | Красіля Михайло Антонович        | 01.11.2010            | вища               | позапартійний                                 | пенсіонер                                         |
| Партія регіонів                                         |                                  |                       |                    |                                               |                                                   |
| 1                                                       | Погоріла Ольга Володимирівна     | 01.11.2010            | середня спеціальна | член Партії регіонів                          | Мосьпанівська сільська рада, секретар             |
| 7                                                       | Береговенко Тетяна Володимирівна | 01.11.2010            | середня спеціальна | член Партії регіонів                          | Мосьпанівська сільська рада, соціальний працівник |
| 8                                                       | Загвоздіна Віра Сергіївна        | 01.11.2010            | середня спеціальна | член Партії регіонів                          | ЗАСТ «Україна», бухгалтер                         |
| 9                                                       | Дуброва Вікторія Іванівна        | 01.11.2010            | вища               | член Партії регіонів                          | Мосьпанівська сільська рада, бухгалтер            |
| 11                                                      | Сумарокова Ірина Анатоліївна     | 01.11.2010            | середня спеціальна | член Партії регіонів                          | Мосьпанівська сільська рада, бухгалтер            |
| 12                                                      | Шаульська Тетяна Іванівна        | 01.11.2010            | середня спеціальна | член Партії регіонів                          | Мосьпанівська загальноосвітня школа, вчитель      |
| 13                                                      | Ільницький Микола Йосипович      | 01.11.2010            | середня спеціальна | член Партії регіонів                          | ЗАСТ" Україна", робітник                          |
| 14                                                      | Кисляк Олександр Петрович        | 01.11.2010            | середня спеціальна | член Партії регіонів                          | ЗАСТ «Україна», зав. складом                      |
| Політична партія Всеукраїнське об'єднання «Батьківщина» |                                  |                       |                    |                                               |                                                   |
| 2                                                       | Жарко Світлана Іванівна          | 01.11.2010            | середня спеціальна | член Всеукраїнського об'єднання «Батьківщина» | тимчасово не працює                               |
| 3                                                       | Ренкас Валерій Олександрович     | 01.11.2010            | вища               | член Всеукраїнського об'єднання «Батьківщина» | Харків спецсервіс, інженер                        |
| 4                                                       | Лисак Василь Федорович           | 01.11.2010            | середня спеціальна | позапартійний                                 | підприємець                                       |
| 6                                                       | Проскуріна Ніна Дмитрівна        | 01.11.2010            | середня спеціальна | член Всеукраїнського об'єднання «Батьківщина» | пенсіонер                                         |
| 10                                                      | Стеценко Ірина Василівна         | 01.11.2010            | середня спеціальна | член Всеукраїнського об'єднання «Батьківщина» | Мосьпанівська загальноосвітня школа, вчитель      |